# Cicle de l'Ulster
El cicle de l'Ulster, conegut anteriorment com a cicle de la branca vermella, és un gran conjunt d'escrits en prosa i vers centrats en els herois tradicionals dels Ulaid, els pobladors de l'est la província irlandesa moderna de l'Ulster, que pren el seu nom d'ells. Aquest és un de quatre grans cicles de la mitologia irlandesa, juntament amb el cicle mitològic, el cicle fenià i el cicle històric.
El cicle explica la història del Regne de Conchobar mac Nessa, rei de l'Ulster suposadament contemporani amb Jesucrist. El seu mandat s'estenia des d'Emain Macha (l'actual Navan Fort, a la vora d'Armagh), i era un fort rival de la reina Medb i el rei  Ailill de Connacht i del seu aliat Fergus mac Róich, anterior rei de l'Ulster. L'heroi principal del cicle és el nebot de Conchobar, Cú Chulainn.
La societat descrita en els contes del cicle de l'Ulster sembla en gran part de l'edat precristiana del ferro (encara que vista a través de l'òptica dels seus redactors cristians medievals) i conté nombrosos paral·lelismes amb la societat cèltica europea, tal com la descriuen els autors clàssics. Els guerrers lluiten des de carros, prenen com a trofeu els caps dels seus rivals, competeixen per les preferències a les festes, es deixen aconsellar per druides i lluiten cos a cos a les vores dels rius. Als poetes, se'ls atribueixen grans poders i privilegis i la riquesa es comptabilitza pel bestiar.
El cicle consisteix en aproximadament vuitanta històries, el centre de les quals és la de La Tain Bo Cuailnge, en la qual Medb, encapçalant un exèrcit enorme, envaeix l'Ulster per robar el Bou Pard de Cooley, i es troba amb Cú Chulainn com a única oposició.

## Principals personatges

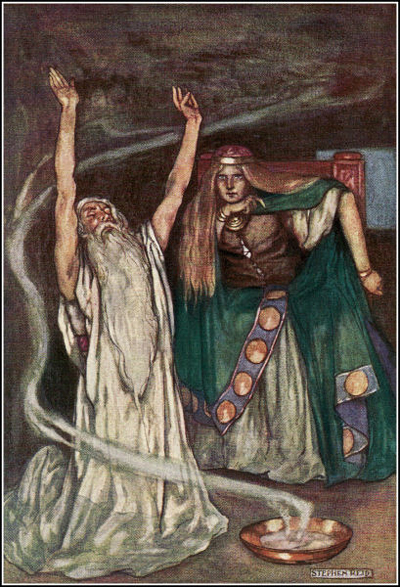
La reina Medb amb un druida

- Conchobar mac Nessa (també Conor mac Nessa), rei de l'Ulster
- Cú Chulainn, heroi de l'Ulster
- Deirdre, heroïna tràgica
- Medb, reina de Connacht i enemiga de Conchobar
- Ailill mac Máta, rei de Connacht
- Fergus mac Róich, anterior rei de l'Ulster, que s'exilia a Connacht
- Morrigan, dea de la guerra i de la mort
- Lugh, déu del sol

## Texts
- Compert Conchobuir: El naixement de Conchobar.
- Scéla Conchobuir mac Nessa: Històries del fill de Conchobar a Ness.
- Ferchuitred Medba o Cath Bóinde: Els homes de Medb, o la Batalla del Boyne.
- Compert Con Culainn: El naixement de Cú Chulainn.
- Tochmarc Emire: El festeig d'Emer.
- Aided Óenfir Aífe: La mort de l'únic fill d'Aífe.
- Aided Derbforgaill: La mort de Derbforgaill.
- Aided Guill maic Carbada ocus Aided Gairb Glinne Rige: Les morts de Goll mac Carbada i Garb de Glenn Rige.
- Scéla Muicce Maic Dathó: La història del porc de Mac Dathó. Arxivat 2005-06-27 a Wayback Machine.
- Fled Bricrenn: La festa de Bricriu. Arxivat 2005-06-10 a Wayback Machine.
- Longes mac nDuíl Dermait: L'exili dels fills de Dóel Dermait.
- Longes Mac nUisnech: L'exili dels fills d'Usnech.
- Aislinge Óenguso: El somni d'Óengus.
- Táin Bó Fráich: L'assalt al bestiar de Fráech.
- Tochmarc Treblainne: El festeig de Treblann.
- Táin Bó Regamain: L'assalt al bestiar de Regamon.
- Táin Bó Dartada: L'assalt al bestiar de Dartaid.
- Táin Bó Flidaise: Conduint el bestiar de Flidais.
- Tochmarc Ferbe: El seguici de Ferb, versió de Leinster; versió d'Egerton.
- Echtra Nerae: Les aventures de Nera.
- Táin Bó Regamna: L'assalt al bestiar de Regamna.
- Noínden Ulad: La debilitat dels homes de l'Ulster.
- De Chophur in Da Muccida: La discussió dels dos porcaters.
- La Tain Bo Cuailnge: L'assalt al bestiar de Cooley, 1; 2.
- Aided Con Roí: La mort de Cú Roí.
- Mesca Ulad: La intoxicació dels Ulaid.
- Tochmarc Luaine ocus Aided Athirni: El festeig de Luaine i la mort d'Athirne.
- Togail Bruidne Da Derga: La destrucció de l'Hostal de Da Derga Arxivat 2014-08-14 a Wayback Machine..
- Aided Cheltchair maic Uthechair: La mort de Celtchar mac Uthechair.
- Serglige Con Culainn ocus Óenét Emire: La malaltia de Cú Chulainn i l'únic episodi de gelosia d'Emer.
- Cath Étair: La batalla d'Howth.
- Cath Ruis na Ríg: La batalla de Ros na Rig.
- Aided Con Culainn: La mort de Cú Chulainn.
- Aided Ceit maic Mágach: La mort de Cet mac Mágach.
- Aided Lóegairi Búadaig: La mort de Lóegaire Búadach.
- Aided Conchobuir: La mort de Conchobar.
- Bruiden Da Chocae: L'hostal de Da Choca.
- Cath Airtig: La Batalla d'Airtech.
- Aided Fergusa maic Róig: La mort de Fergus mac Róich.
- Goire Conaill Chernaig ocus Aided Ailella ocus Conaill Chernaig: L'adoració de Conall Cernach, i les morts d'Ailill i Conall Cernach.
- Aided Meidbe: La violenta mort de Medb.
- Siaburcharpat Con Culainn: El carro fantasma de Cú Chulainn.
- De Faillsigud Tána Bó Cuailnge: El redescobriment del bestiar de Cooley.